# Giscome Canyon
Giscome Canyon är en kanjon i Kanada.   Den ligger i provinsen British Columbia, i den centrala delen av landet, 3 400 km väster om huvudstaden Ottawa. Giscome Canyon ligger 639 meter över havet.
Terrängen runt Giscome Canyon är huvudsakligen kuperad, men åt sydväst är den platt. Giscome Canyon ligger nere i en dal. Trakten runt Giscome Canyon är nära nog obefolkad, med mindre än två invånare per kvadratkilometer.. Det finns inga samhällen i närheten. 
I omgivningarna runt Giscome Canyon växer i huvudsak blandskog.